# Barock (Malerei)

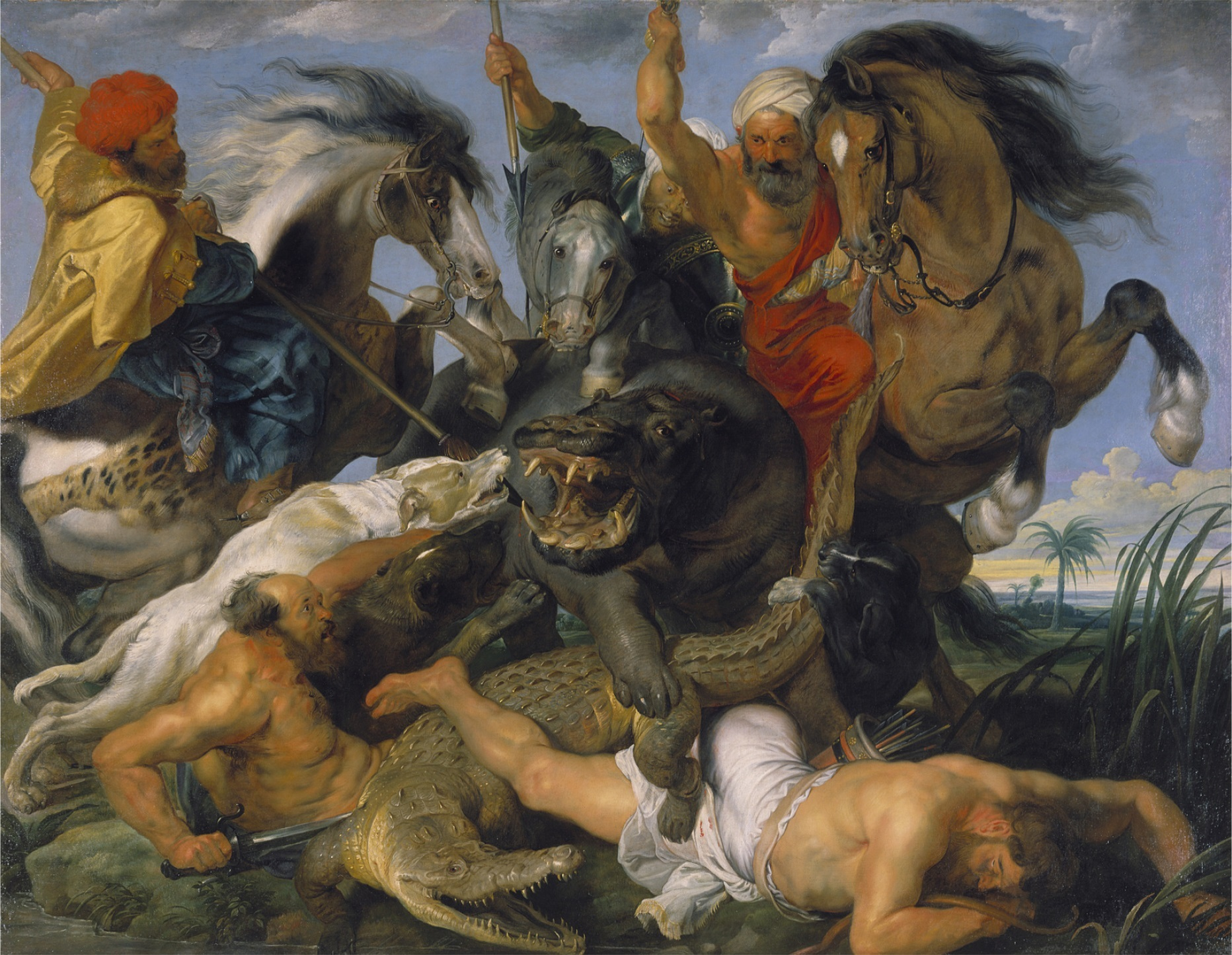
Peter Paul Rubens: Jagd auf Nilpferd und Krokodil, Öl auf Leinwand, ca. 1615

Die Malerei des Barock wird in der Kunstgeschichte als Folgeepoche nach der Malerei der Renaissance begriffen. Wichtige Tendenzen innerhalb der Barockmalerei sind Bewegtheit, Illusionismus, Naturalismus und Klassizismus. Ihre Wurzeln und Anfänge liegen im Italien des ausgehenden 16. Jahrhunderts. Der Epochenbegriff fand seit Mitte des 19. Jahrhunderts Verwendung. Die Malerei wurde im Laufe des 17. Jahrhunderts verstärkt funktionalisiert; entweder von der Kirche in den Dienst der gegenreformatorischen Bewegung gestellt oder von den absolutistischen Höfen programmatisch zur Verherrlichung des Regenten eingesetzt. Das Tafelbild entwickelte sich zu einem immer begehrteren Sammelobjekt für Adlige, Könige, Höflinge und das sich emanzipierende Bürgertum.

## Italien
Bedeutende Vorläufer waren im 16. Jahrhundert in Venedig tätig: Tizian antizipierte mit Diagonalkomposition und bewegten Lichteffekten in seiner Pesaro-Madonna bereits um 1520 den barocken Stil, Paolo Veronese mit seinen vielfigurigen Kompositionen den barocken Geschmack für das Spektakuläre.
Um 1600 begründeten Michelangelo Merisi da Caravaggio und Annibale Carracci in Rom zwei entgegengesetzte Tendenzen, die für das kommende Jahrhundert die italienische Barockmalerei dominieren sollten: Caravaggio einen provokanten Naturalismus in Chiaroscuro und Nahsichtigkeit und Carracci den Barockklassizismus insbesondere durch die stark rezipierten Fresken der Galleria Farnese. In den 30er-Jahren des Jahrhunderts standen sich wiederum innerhalb der Carracci-Nachfolge in den Fresken des Palazzo Barberini eine „klassische“ Partei des Andrea Sacchi und eine explosiv „barocke“ des Pietro da Cortona gegenüber.
Am Ende des 17. Jahrhunderts erreicht der Illusionismus in der Deckenmalerei Andrea Pozzos für Sant’Ignazio in Rom einen Höhepunkt: Die Architektur wird perspektivisch im Fresko fortgesetzt um sich von zahlreichen Figuren bevölkert in den freien Himmel zu öffnen.

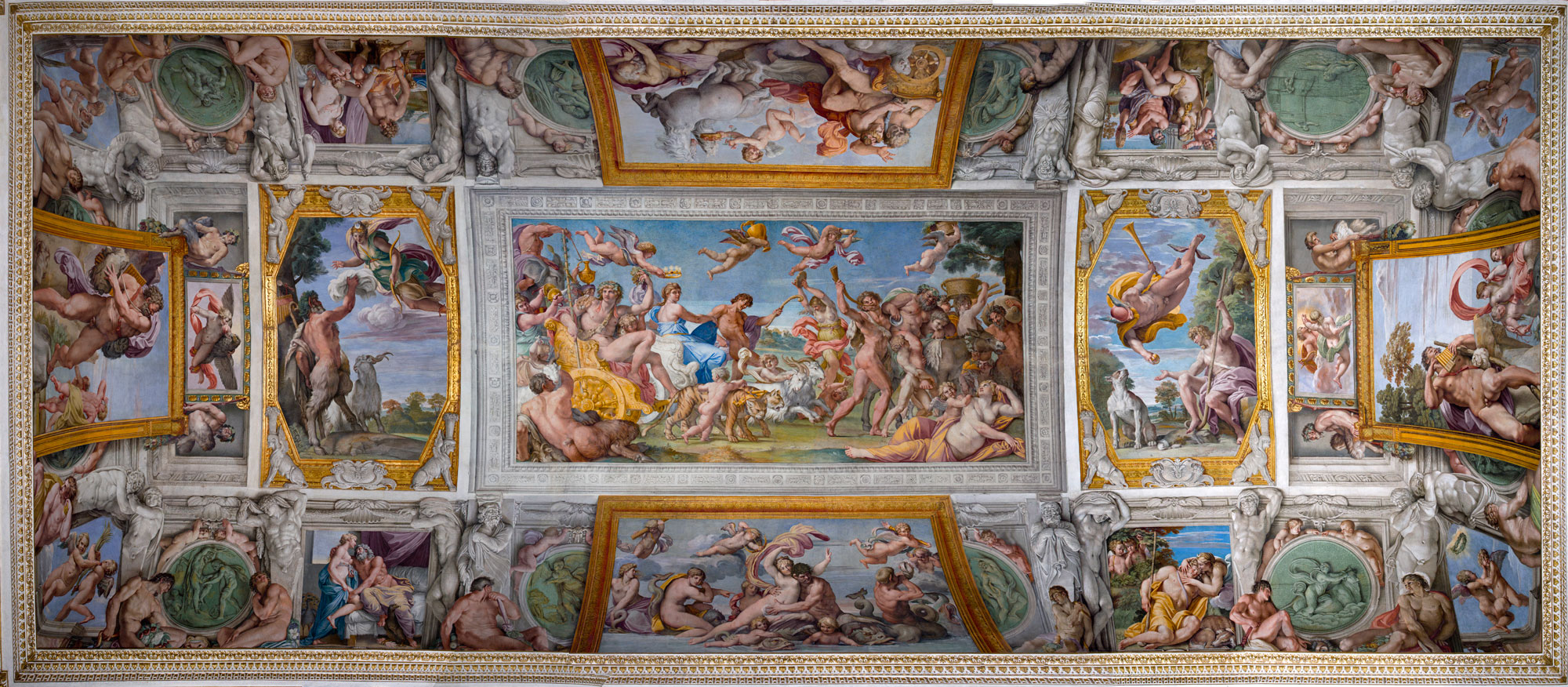
Annibale Carracci: Galleria Farnese
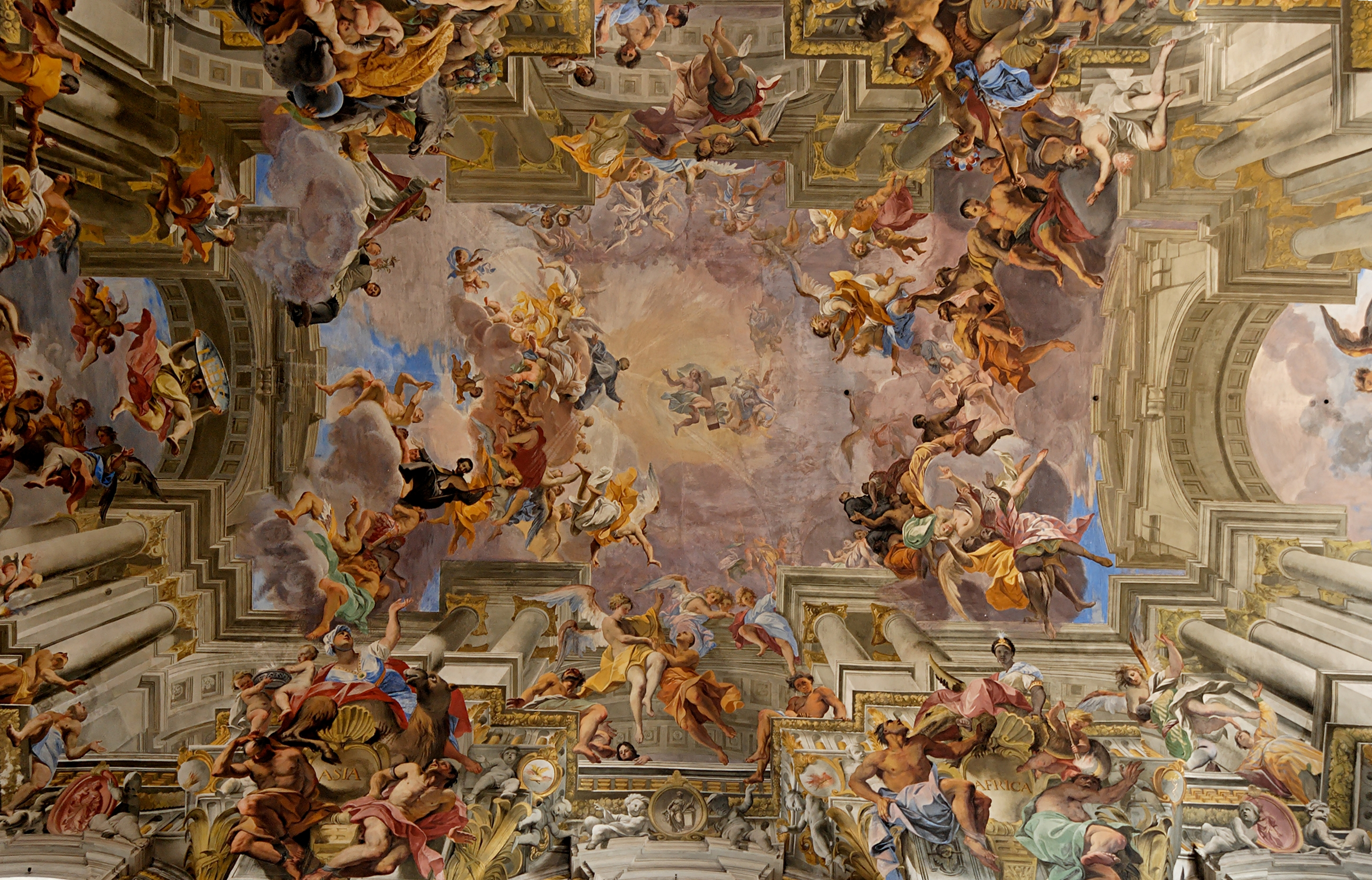
Andrea Pozzo: Triumph des St. Ignazio

Von den Caravaggisten der ersten Jahrhunderthälfte findet heute besonders die Malerin Artemisia Gentileschi mit ihrer drastischen Darstellung der Enthauptung des Holofernes Beachtung. Der aus Spanien stammende Jusepe de Ribera hatte mit ähnlich blutrünstigen Bildern von großer Wuchtigkeit in Neapel großen Erfolg. In Rom starb 1610, im selben Jahr wie Caravaggio, im Alter von zweiunddreißig Jahren Adam Elsheimer, dessen nächtliche Darstellungen zum „Romantisch-Episodenhaften“ tendieren. Caravaggios Erbe des naturalistischen Chiaroscuro wird an der Wende zum 18. Jahrhundert in der variazione di maniera des einflussreichen Neapolitaners Francesco Solimena in einen gefälligeren Stil transformiert.

Caravaggio: Tod der Jungfrau
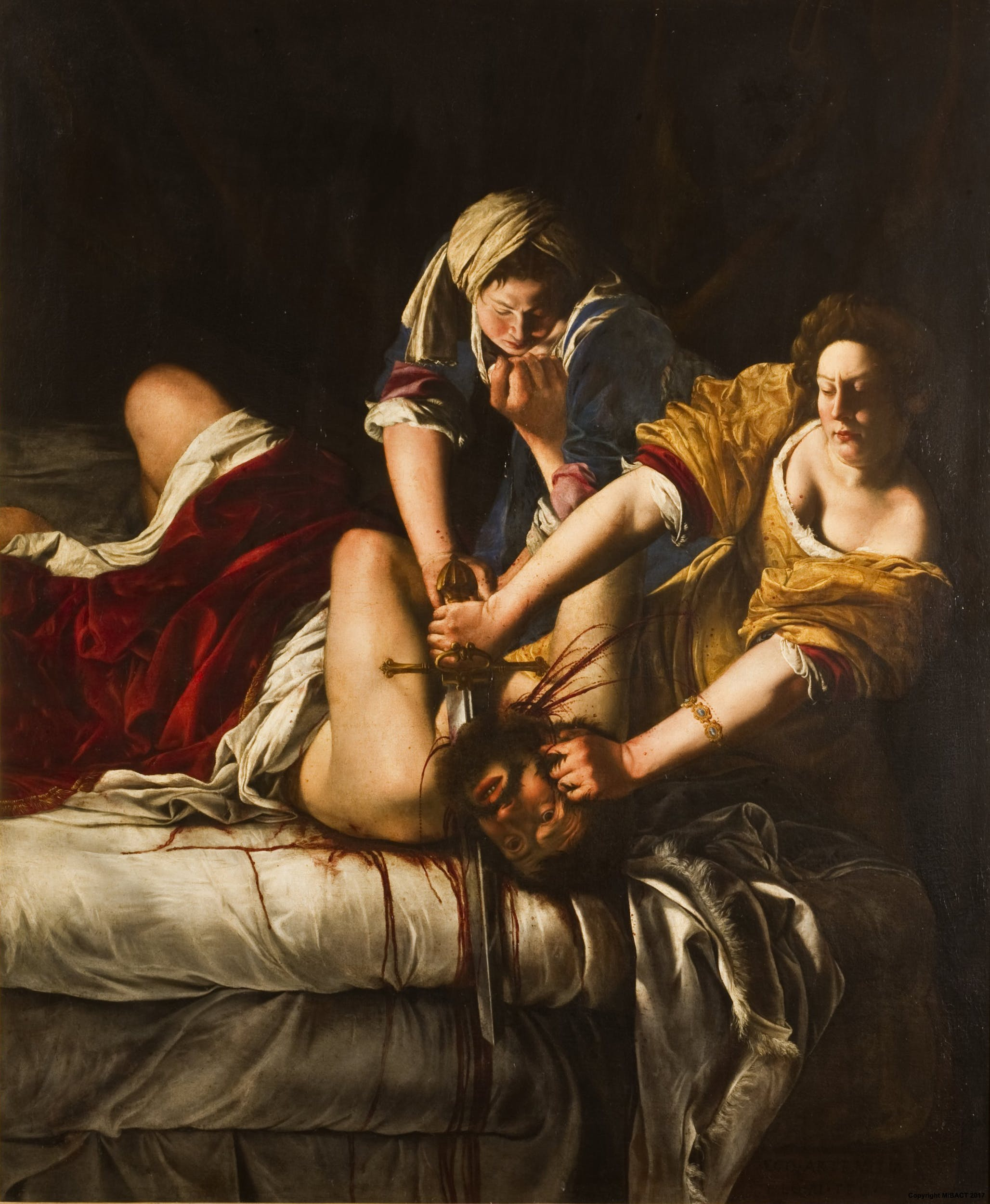
Artemisia Gentileschi: Judith enthauptet Holofernes
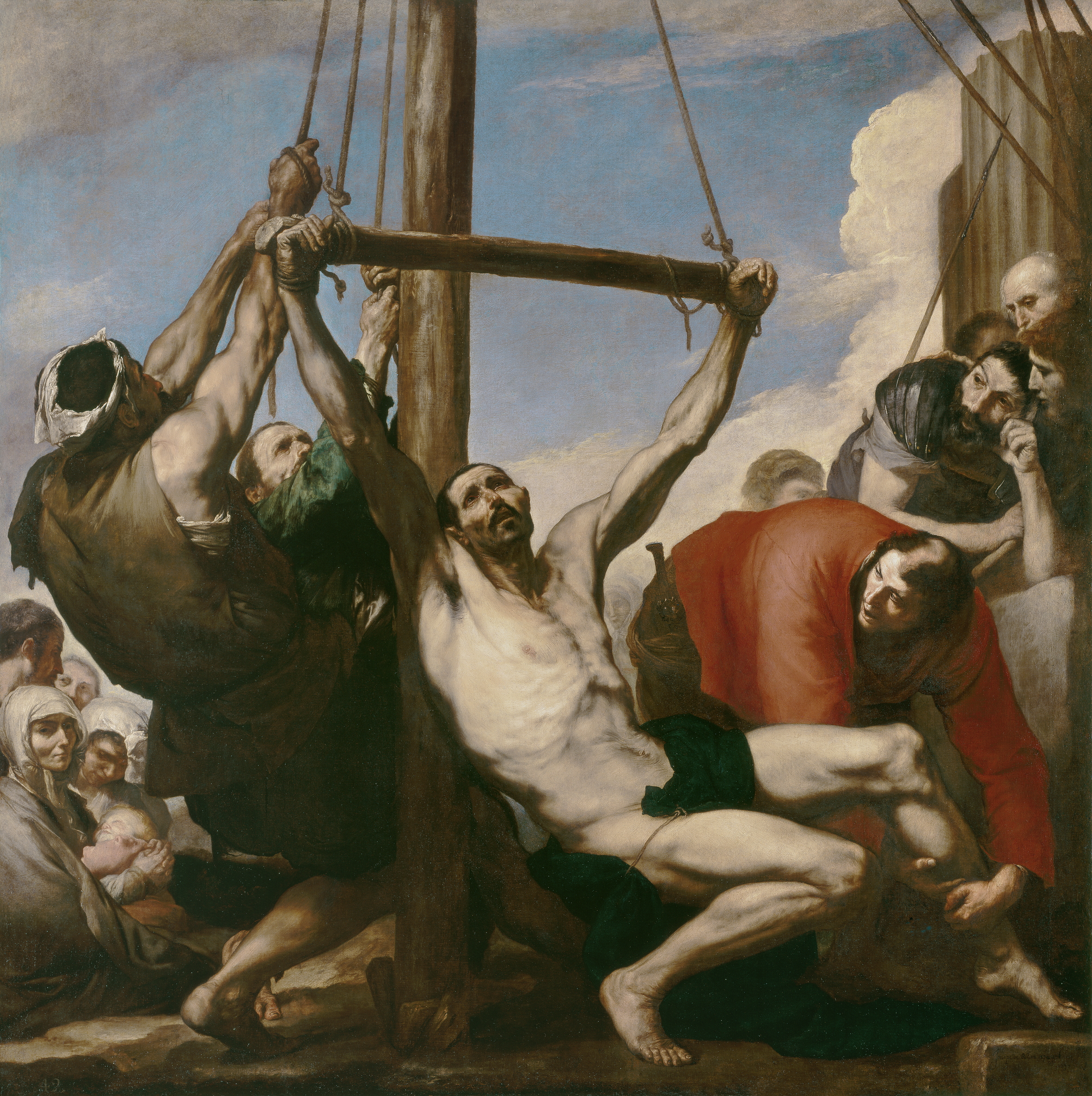
Jusepe de Ribera: Martyrium des Hl. Philipp
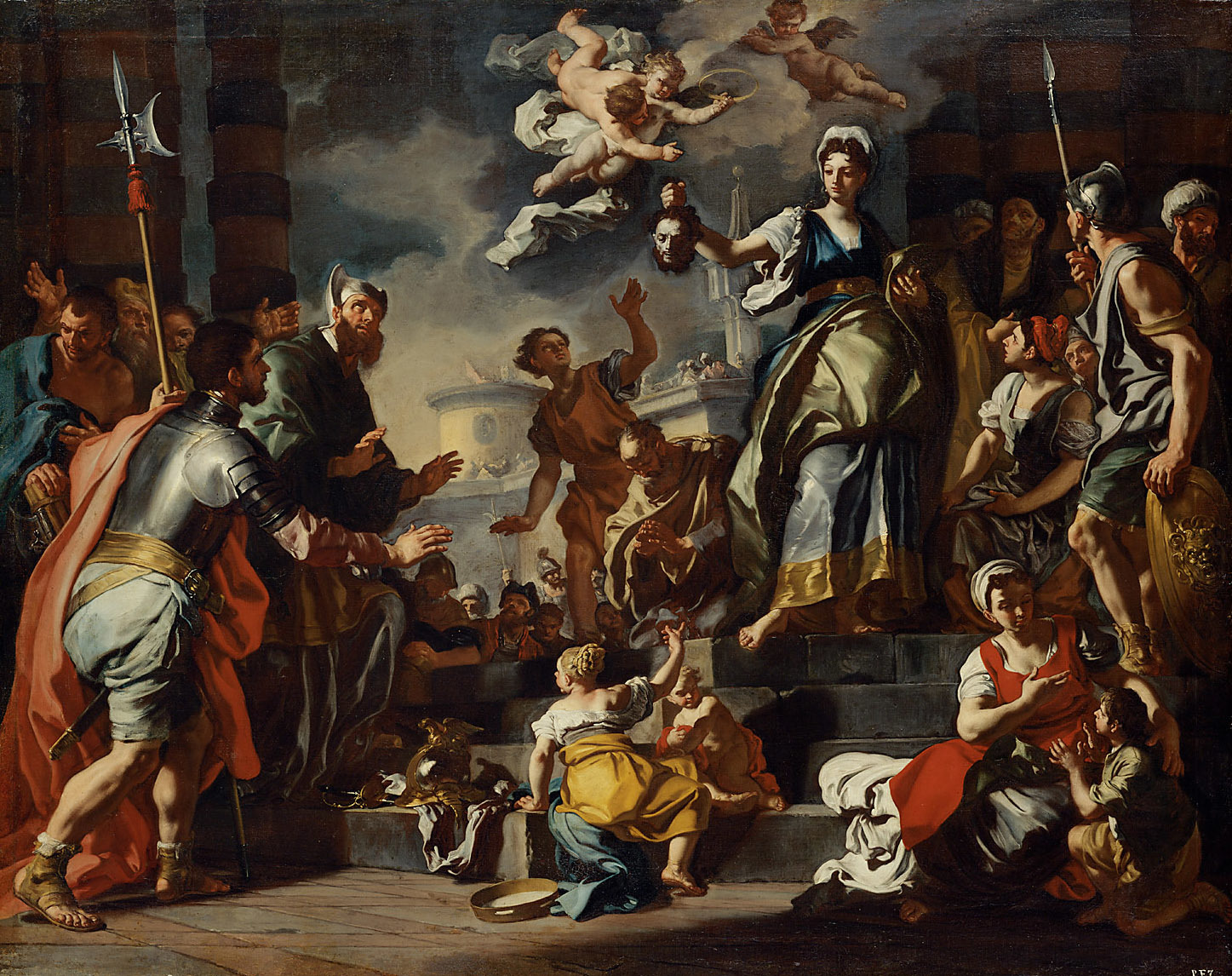
Francesco Solimena: Judith zeigt dem Volk das Haupt des Holofernes

Der berühmteste Meister der klassizistischen Tendenz in der Tafelbildmalerei ist Guido Reni, der für die „Sentimentalisierung von Religion“ im 18. und 19. Jahrhundert wichtig war und rückblickend als kitschig missverstanden werden kann. Wichtiger Einflussgeber für Reni war Raffael, der auch im fortschreitenden 17. Jahrhundert bei Carlo Maratta Gegenstand andauernden Rückblicks war.
Mit Sebastiano Ricci rückte um 1700 mit den Anfängen der Rokokomalerei wieder Venedig ins Zentrum des Interesses. Hier wirkte mit Giovanni Battista Tiepolo der wohl größte Vertreter dekorativer Malerei des 18. Jahrhunderts. Nachdem für lange Zeit die Landschafts- und Vedutenmalerei in Italien nachrangige Bedeutung hatte, fand letztere  mit Canaletto einen erstrangigen Vertreter, der Ansichten der Lagunenstadt sowie von Rom und London malte.

## Flandern
Die politische Trennung der Niederlande in das katholische Flandern und das protestantische Holland fand eine Entsprechung in unterschiedlichen stilistischen Tendenzen. Die flämische Barockmalerei ab Peter Paul Rubens war geprägt von bewegten Bildinhalten wiedergegeben in flüssiger Malweise, bei Rubens betrifft die Bewegung nicht nur Komposition und „gewaltige Torsion der Gestalten“ sondern auch das „in unmittelbarer Spontaneität geformte Gefüge der Binnengestaltung“. Die Historien- und Genredarstellungen von Jacob Jordaens sind von „Lebens- und Erzählfreude“ erfüllt. Anthonis van Dyck stieg zum international gefragten Bildnismaler auf.
Typisch für die flämische Barockmalerei war Aufgabenteilung: Die Ausführung von Landschaft, Tieren oder Früchten in Gemälden von Rubens wurde von Spezialisten übernommen. Frans Snyders war unübertroffen in der Lebendigkeit von Tierdarstellungen, während Jan Fyt mit naturnaher Wiedergabe von Fell- und Federpartien und Jan Davidsz. de Heem von Gefäßen, Geschirr und Früchten brillierten.

## Holland
In der holländischen Landschaftsmalerei wurde im 17. Jahrhundert die bis dahin vorherrschende Darstellungmethode einer in Aufsicht wiedergegebenen Weltlandschaft, welche die Größe der Schöpfung durch Versammlung unterschiedlicher zum Teil erhabener Motive repräsentierte, von realistischeren Typen abgelöst: Der Blickpunkt wurde abgesenkt, das Resultat war Ausschnitthaftigkeit; Pionier dieser Tendenz war Esaias van de Velde. In den 30er-Jahren dominierte eine Vorliebe für braun-grünes Kolorit und Diagonalkomposition etwa beim Landschafter Jan van Goyen, ebenso im Stillleben bei Pieter Claesz und Willem Claesz. Heda, was mit dem oftmals vermittelten Vanitasgedanken harmonierte. Der Höhepunkt der realistischen Motivwiedergabe wird um die Jahrhundertmitte erreicht. Die Tendenz zur Spezialisierung schlägt sich dabei in einer Ausdifferenzierung der Genres wieder: Aert van der Neer malte winterliche Nachtlandschaften, kontrastierend dazu findet die Sehnsucht nach dem Süden Ausdruck in den italianisanten Landschaften einer Gruppe von Malern, die zum Teil nie in Italien gewesen waren, wie beispielsweise Aelbert Cuyp. Besondere Schwierigkeiten waren bei der Wiedergabe von Wasser und Schiffen im Meerstück zu meistern, als dessen Vollender Willem van de Velde der Jüngere angesehen werden kann. Als größter Landschafter ist wohl Jacob van Ruisdael anzusprechen, der eine Überhöhung der Gattung durch metaphysische Qualitäten erreichte.
Zeitgleich fand eine Aufwertung der Genremalerei statt. Bauern dienten Adriaen Brouwer zur Erforschung extremen Emotionsausdruckes, bei Jan Steen erreicht die Darstellung häuslicher Unordnung bizarre Züge. Die Bilder dienten einem moralischen Zweck als Warnung vor Liederlichkeit, sei es der Bauerntölpel bei Adriaen van Ostade oder in Interieurs gehobener Schichten bei Gerard Terborch. Pieter de Hooch wiederum interessierten mehr die Lichtverhältnisse und Durchblicke in Bürgerhäusern. Jan Vermeer erzielte mit Hilfe der Camera obscura fotografische Qualitäten bei einer Standardisierung der Bildanlage, so kommt das Licht stets von der linken Seite.
Der berühmteste Vertreter der holländischen Barockmalerei ist Rembrandt van Rijn, der Caravaggios reale Lichtverhältnisse wiedergebendes Chiaroscuro in ein metaphysisches Glühen von Innen heraus in geheimnisvollem Dunkel der religiösen Bildinhalte transformierte. Unter seinen Schülern trieb Samuel van Hoogstraeten die Qualitäten exakter Wirklichkeitswiedergabe mit Trompe-l’œil-Motiven auf die Spitze, während Gerrit Dou in Leiden ein Zentrum der miniaturistisch detailreichen Feinmalerei etablierte.
Die Bildnismalerei fand in Frans Hals einen Hauptvertreter, der mit raschen, lockeren Pinselstrichen lebendige Porträts schuf, die für die Impressionisten des 19. Jahrhunderts vorbildlich werden sollten.

## Frankreich
Eine Reihe französischer Künstler wirkten zwar vorwiegend in Italien, prägten aber die klassizistisch orientierte Kunst Frankreichs nachhaltig, insbesondere Nicolas Poussins Bilder von strenger Feierlichkeit, in denen jede Geste „spricht“ und nichts überflüssig oder unklar ist, und Claude Lorrain, dessen klassische Landschaften durch eine poetische Stimmung charakterisiert sind.
Klassizistisch gemäßigt erscheinen auch andere Tendenzen, so der Caravaggismus in einer beruhigten Version mit vereinfachten Formen bei Georges de la Tour und die Genremalerei der Gebrüder Le Nain, in der die Bauern nicht dem Spott preisgegeben werden, sondern mit Würde dargestellt sind.
Führende Meister brachte Frankreich auf dem Gebiet der Porträtmalerei hervor, so in der ersten Hälfte des 17. Jahrhunderts Philippe de Champaigne, dessen Bildnis des Kardinal Richelieu am bekanntesten ist, später wurden die Eleganz bei Pierre Mignard, die repräsentative Qualität bei Hyacinthe Rigaud und die Lebendigkeit bei Nicolas de Largillière einflussreich.

## Spanien
Von den Impressionisten entdeckt wurde insbesondere der Spanier Diego Velázquez, dessen Spätwerke „die plastische Modellierung“ in „Werte reiner Farbe“ auflösen. Auch Francisco de Zurbarán erfuhr in der Moderne zunehmende Wertschätzung, im Expressionismus bis Surrealismus wurde in einzelnen seiner Werke „mystische Ekstase“ und „Naivität eines Primitiven“ rezipiert. Bartolomé Esteban Murillos Genredarstellungen spielender Kinder stellten im stark von religiöser Kunst dominierten Spanien eine Ausnahme dar.

## Österreich
In Österreich entstand eine eigenständige Barockmalerei erst um 1700, als bedeutend werden insbesondere Deckenmalereien angesehen. Hauptvertreter der klassizistischen Tendenz war Daniel Gran mit geordneten, oft durch Rauten gegliederten Kompositionen. Größere Bewegtheit und Raumtiefe strebte Paul Troger an. In der Spätphase ab der Mitte des 18. Jahrhunderts weicht Franz Anton Maulbertsch mit schwer entwirrbaren Figurenkonstellationen am weitesten vom klassischen Ideal ab.

## Akademien
Charakteristisch für die Zeit des Barock war die Gründung weiterer Akademien. So wurde 1593 in Rom die Accademia di San Luca eröffnet, nachdem Giorgio Vasari bereits 1564 die Accademia del Disegno errichten ließ. In ihren Statuten wurde die Künstlerausbildung als Hauptziel festgelegt. In der Akademie wurde nicht nur praktisch unterrichtet, sondern es fanden auch Vorlesungen und Dispute über Kunsttheorien statt.
Die Akademie erlangte großen kunstpolitischen Einfluss, denn alle öffentlichen Aufträge fielen nunmehr unter ihr Monopol. Zu den Mitgliedern zählten auch ausländische Künstler wie Velázquez, Poussin und Lorrain. Neben der Accademia di San Luca gab es in Rom auch die Académie de France à Rome, die 1666 auf Betreiben Colberts als Zweigstelle der Pariser Akademie gegründet wurde.

## Galerie

Gemälde aus der Zeit des Barock
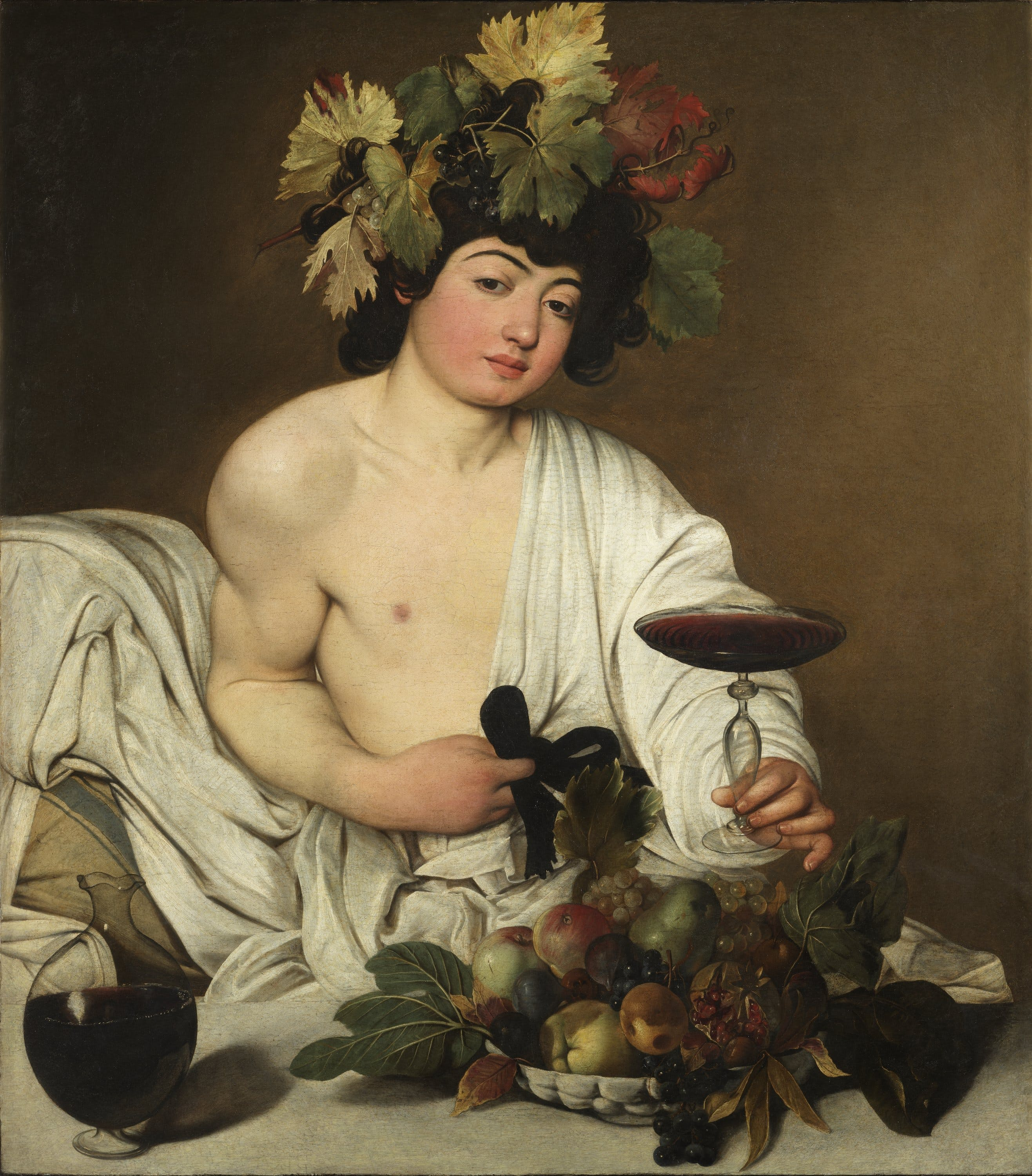
Michelangelo da Caravaggio, Bacchus, um 1596
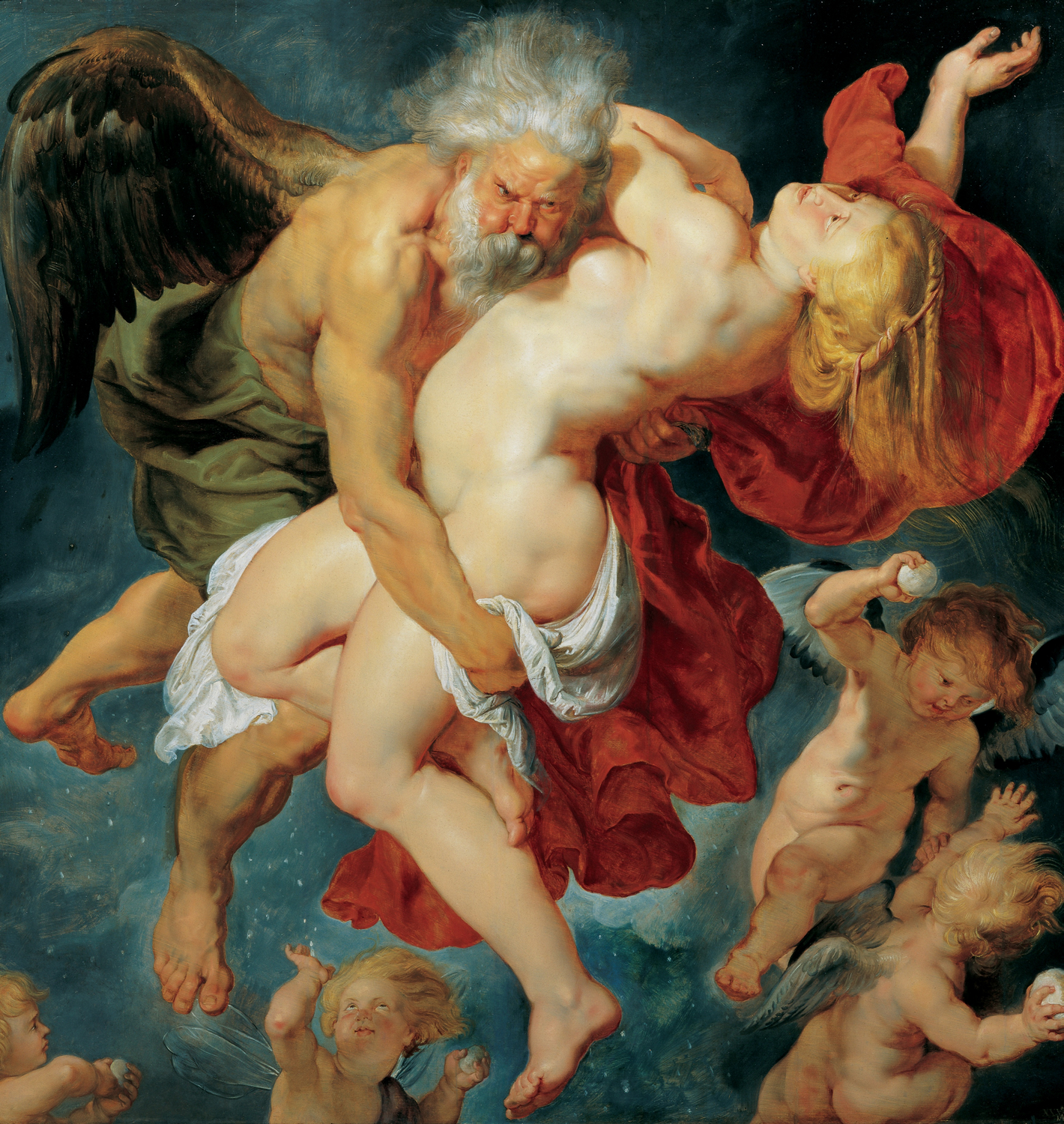
Peter Paul Rubens, Boreas entführt Oreithya, etwa 1620
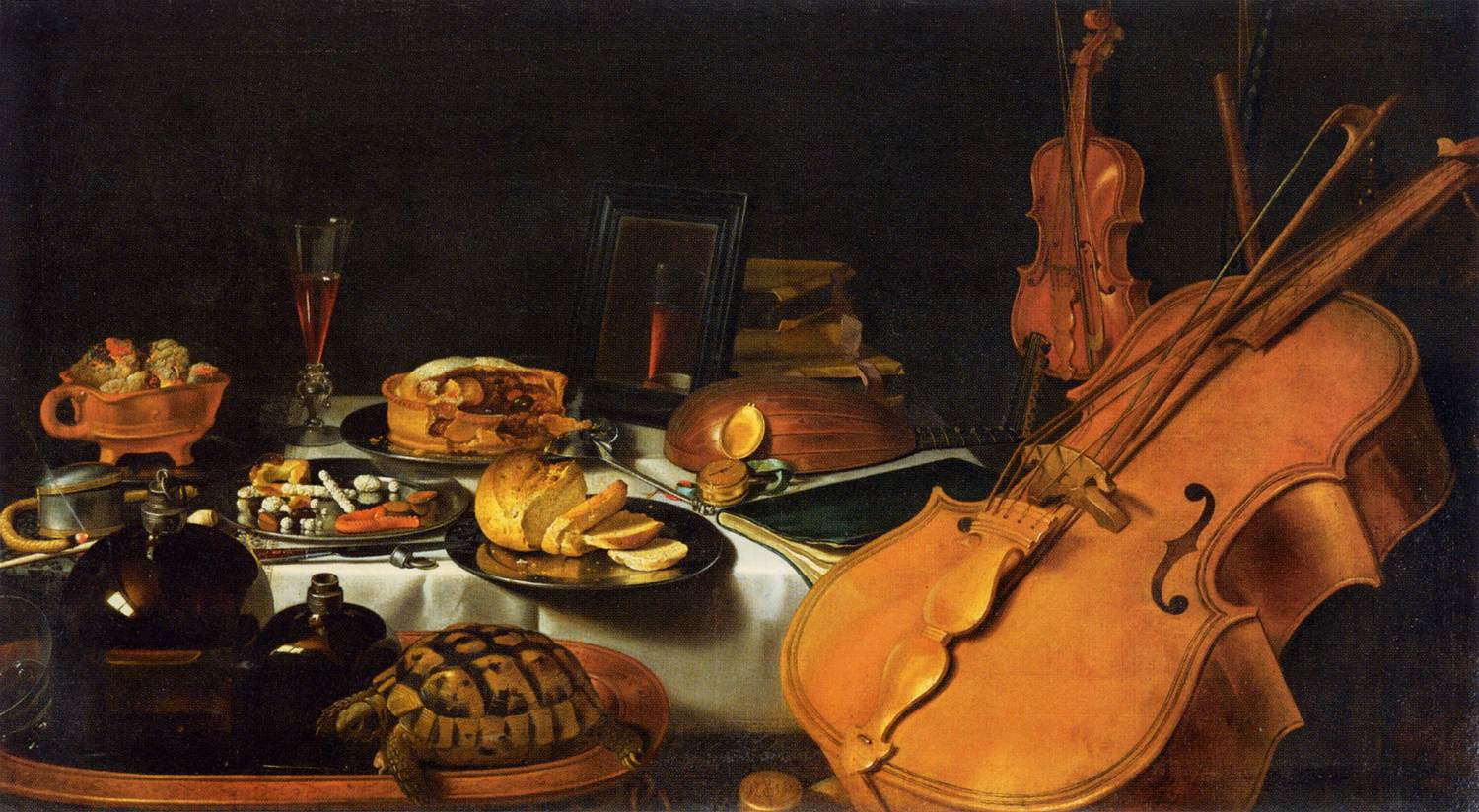
Pieter Claesz, Stillleben mit Musikinstrumenten, 1623
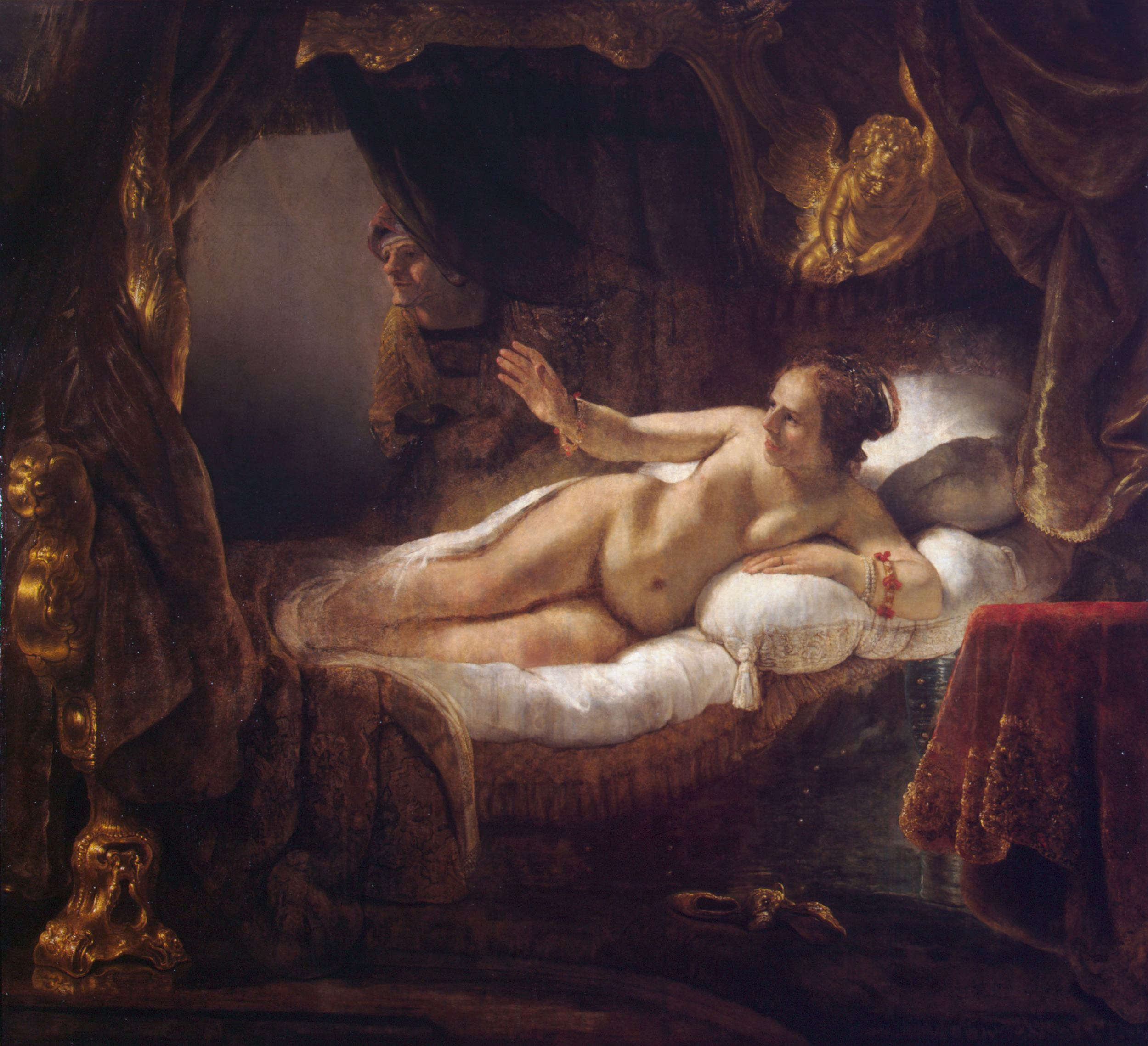
Rembrandt, Danae, 1636–1643
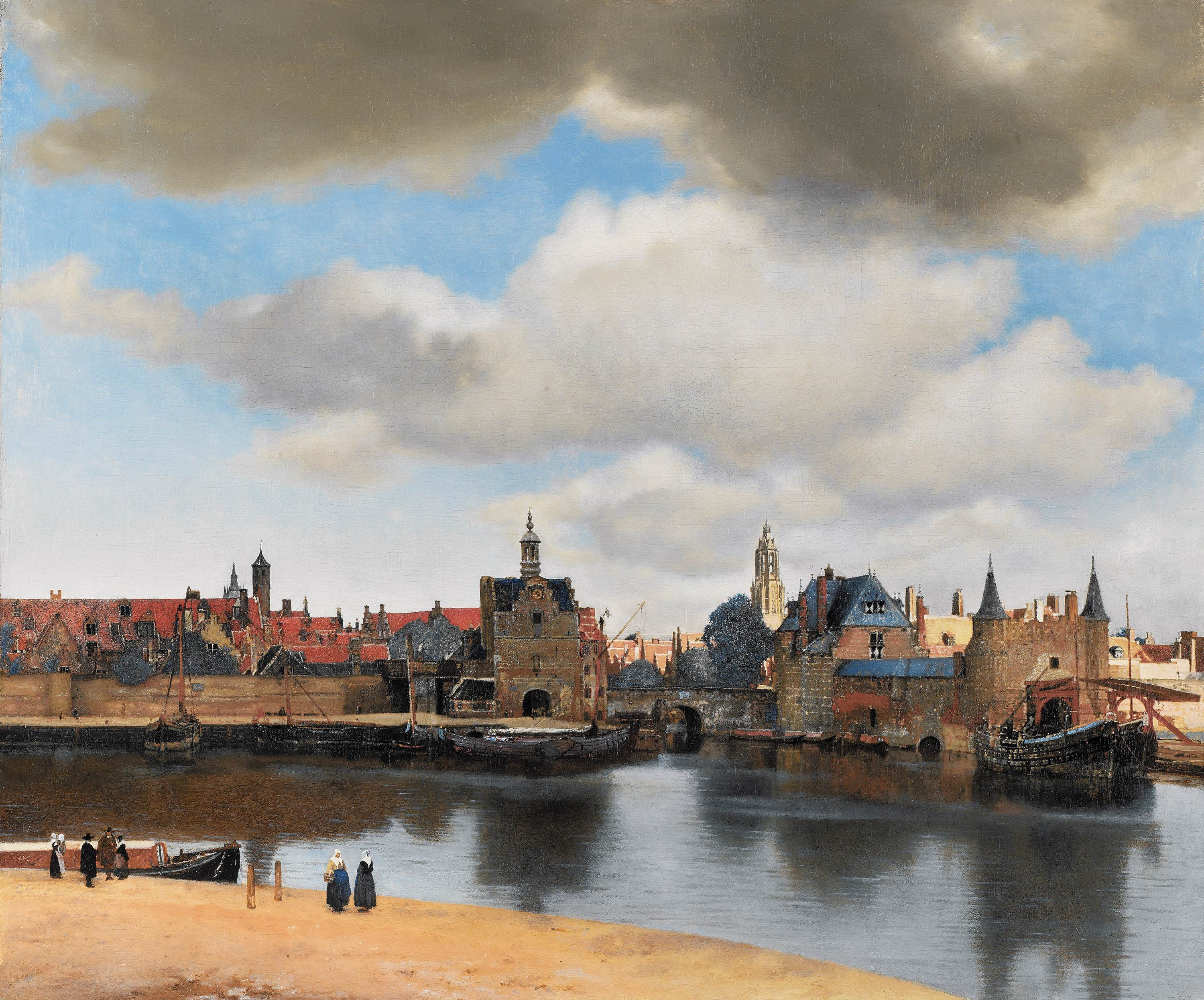
Jan Vermeer van Delft, Ansicht von Delft, 1660–1661

## Maler des Barock
Maler, die der Epoche des Barock angehören, siehe: → Kategorie:Maler des Barock